# 中渝置地
中渝置地控股有限公司（港交所：1224）是一家在香港交易所上市的地產公司。公司主要業務是在中國經營房地產開發及製造包裝產品及旅行袋。
中渝置地的中國房地產開發業務主要是透過重慶中渝物業發展有限公司進行，重慶中渝在1992年6月成立，主要在中國西部進行房地產開發，現時重慶中渝的發展項目遍佈於重慶、四川及云南等地。

## 歷史
中渝置地的的前身確利達國際控股，於1999年於香港上市，當時公司的業務只包括製造包裝產品及旅行袋。2006年，張松橋入股確利達國際控股，將其下的房地產資產注入公司，確利達國際控股收購中渝實業，開始參與中國房地產開發。
2015年6月3日中渝置地以55億人民幣(約69.68億港元)，向恆大集團出售重慶中渝92%間接權益，重慶中渝現時持有總建築面積約342萬平方米的已竣工物業 , 包括住宅、商業及酒店綜合大樓, 主要位於重慶市渝北區.
2015年10月，中渝置地以17.5億元出售持有25%的重慶御龍天峰項目予恒大地產

2017年3月1日中渝置地以11.35億英鎊（約110億港元）向Union Property及Oxford Properties購入倫敦利德賀大樓

## 外部連結
- 中渝置地控股有限公司 （页面存档备份，存于）
- 重慶中渝物業發展有限公司